# Mistrzostwa Europy U-17 w Piłce Nożnej 2012
Mistrzostwa Europy U-17 w Piłce Nożnej 2012 odbyły się w Słowenii. Obrońcą trofeum była reprezentacja Holandii, która ponownie je wywalczyła. Były to pierwsze od 2002 roku mistrzostwa, na których wystąpiła reprezentacja Polski U-17, która w tym turnieju awansowała do półfinału.

## Uczestnicy
| Drużyna  | Liczba występów | Najlepszy wynik                                         |
| -------- | --- | ------------------------------------------------------- |
| Belgia   | 9 (1988, 1990, 1993, 1994, 1995, 1997, 2001, 2006, 2007)                                                                    | III miejsce (2007)                                      |
| Francja  | 19 (1985, 1986, 1987, 1988, 1989, 1990, 1991, 1992, 1993, 1995, 1996, 2001, 2002, 2004, 2007, 2008, 2009, 2010, 2011)       | Mistrzostwo (2004)                                      |
| Gruzja   | 2 (1997, 2002) | Ćwierćfinał (2002)                                      |
| Holandia | 12 (1985, 1986, 1989, 1992, 2000, 2001, 2002, 2005, 2007, 2008, 2009, 2011)                                                 | Mistrzostwo (2011)                                      |
| Islandia | 7 (1985, 1991, 1993, 1994, 1997, 1998, 2007)                                                                                | faza grupowa (1985, 1991, 1991, 1994, 1997, 1998, 2007) |
| Niemcy   | 20 (1982, 1984, 1985, 1987, 1988, 1990, 1991, 1992, 1994, 1995, 1996, 1997, 1999, 2000, 2001, 2002, 2006, 2007, 2009, 2011) | Mistrzostwo (1984, 1992, 2009)                          |
| Polska   | 10 (1990, 1991, 1993, 1995, 1996, 1997, 1999, 2000, 2001, 2002)                                                             | Mistrzostwo (1993)                                      |
| Słowenia | 2 (1995, 1997) | faza grupowa (1995, 1997)                               |

## Stadiony
| Domžale                                   | Lendava                           |                              |
| ----------------------------------------- | --------------------------------- | ---------------------------- |
| Športni Park Liczba miejsc: 2 813         | Športni Park Liczba miejsc: 2 020 |                              |
|                                           |                                   |                              |
| Lublana                                   | DomžaleLendavaLublanaMaribor      | DomžaleLendavaLublanaMaribor |
| Stadion Stožice Liczba miejsc: 16 038     | DomžaleLendavaLublanaMaribor      | DomžaleLendavaLublanaMaribor |
|                                           | DomžaleLendavaLublanaMaribor      | DomžaleLendavaLublanaMaribor |
| Maribor                                   | DomžaleLendavaLublanaMaribor      | DomžaleLendavaLublanaMaribor |
| Stadion Ljudski vrt Liczba miejsc: 12 994 | DomžaleLendavaLublanaMaribor      | DomžaleLendavaLublanaMaribor |
|                                           | DomžaleLendavaLublanaMaribor      | DomžaleLendavaLublanaMaribor |

## Grupa A
| Zespół   | Pkt | M | W | R | P | Br+ | Br- | +/- |
| -------- | --- | - | - | - | - | --- | --- | --- |
| Niemcy   | 9   | 3 | 3 | 0 | 0 | 5   | 0   | +5  |
| Gruzja   | 4   | 3 | 1 | 1 | 1 | 2   | 2   | 0   |
| Francja  | 2   | 3 | 0 | 2 | 1 | 3   | 6   | -3  |
| Islandia | 1   | 3 | 0 | 1 | 2 | 2   | 4   | -2  |

| 4 maja 2012 18:30 | Gruzja | 0:1(0:0)Raport | Niemcy · 59' Meyer | Stadion Stožice, Lublana Sędzia: Ivan Kružliak |
|                   |        |                |                    |                                                |

| 4 maja 2012 20:30 | Francja · Chemlal 7' · Martial 56' | 2:2(1:0)Raport | Islandia · 66' Birgisson · 77' Hermannsson | Športni Park, Domžale Sędzia: Alan Mario Sant |
|                   |                                    |                |                                            |                                               |

| 7 maja 2012 17:30 | Francja · Lemar 67' | 1:1(0:1)Raport | Gruzja · 30' (k.) Chechelashvili | Športni Park, Domžale Sędzia: Harald Lechner |
|                   |                     |                |                                  |                                              |

| 7 maja 2012 18:30 | Islandia | 0:1(0:1)Raport | Niemcy · 20' Stendera | Stadion Stožice, Lublana Sędzia: Emir Alecković |
|                   |          |                |                       |                                                 |

| 10 maja 2012 19:30 | Niemcy · Meyer 54', 56' · Dittgen 62' | 3:0(0:0)Raport | Francja | Stadion Stožice, Lublana Sędzia: Marius Avram |
|                    |                                       |                |         |                                               |

| 10 maja 2012 19:30 | Islandia | 0:1(0:0)Raport | Gruzja · 74' Dartsimelia | Športni Park, Domžale Sędzia: Mattias Gestranius |
|                    |          |                |                          |                                                  |

## Grupa B
| Zespół   | Pkt | M | W | R | P | Br+ | Br- | +/- |
| -------- | --- | - | - | - | - | --- | --- | --- |
| Holandia | 5   | 3 | 1 | 2 | 0 | 3   | 1   | +2  |
| Polska   | 5   | 3 | 1 | 2 | 0 | 2   | 1   | +1  |
| Belgia   | 4   | 3 | 1 | 1 | 1 | 3   | 2   | +1  |
| Słowenia | 1   | 3 | 0 | 1 | 2 | 3   | 7   | -4  |

| 4 maja 2012 14:00 | Polska · Stępiński 65' | 1:0(0:0)Raport | Belgia | Športni Park, Lendava Sędzia: Mattias Gestranius |
|                   |                        |                |        |                                                  |

| 4 maja 2012 20:15 | Słowenia · Zahovič 74' | 1:3(0:2)Raport | Holandia · 13' Vloet · 35' Lumu · 62' Aké | Stadion Ljudski vrt, Maribor Widzów: 8 132 Sędzia: Marius Avram |
|                   |                        |                |                                           |                                                                 |

| 7 maja 2012 17:00 | Holandia | 0:0Raport | Belgia | Stadion Ljudski vrt, Maribor Sędzia: Ivan Kružliak |
|                   |          |           |        |                                                    |

| 7 maja 2012 20:15 | Słowenia · Šauperl 26' | 1:1(1:1)Raport | Polska · 10' Rabiega | Športni Park, Lendava Widzów: 1 900 Sędzia: Alan Mario Sant |
|                   |                        |                |                      |                                                             |

| 10 maja 2012 17:30 | Holandia | 0:0Raport | Polska | Športni Park, Lendava Widzów: 537 Sędzia: Emir Alecković |
|                    |          |           |        |                                                          |

| 10 maja 2012 17:30 | Belgia · Schrijvers 3' · Gerkens 53' · Dierckx 80' | 3:1(1:1)Raport | Słowenia · 15' Stojanovič | Stadion Ljudski vrt, Maribor Widzów: 6 211 Sędzia: Harald Lechner |
|                    |                                                    |                |                           |                                                                   |

## Półfinały
| 13 maja 2012 17:30 | Niemcy · Goretzka 34' | 1:0(1:0)Raport | Polska | Stadion Stožice, Lublana Widzów: 1 629 Sędzia: Emir Alecković |
|                    |                       |                |        |                                                               |

| 13 maja 2012 20:30 | Holandia · Hendrix 79' · Haye 80+2' | 2:0(0:0)Raport | Gruzja | Stadion Stožice, Lublana Widzów: 1 500 Sędzia: Marius Avram |
|                    |                                     |                |        |                                                             |

## Finał
| 16 maja 2012 18:00                       | Niemcy · Goretzka 45' | 1:1 k. 4:5(0:0)Raport                      | Holandia · 80+1' Acolatse | Stadion Stožice, Lublana Widzów: 11 674 Sędzia: Ivan Kružliak |
|                                          |                       |                                            |                           |                                                               |
|                                          |                       | Rzuty karne                                |                           |                                                               |
| Sarr · Werner · Itter · Stendera · Kempf |                       | Huser · Aké · Acolatse · Hendrix · Vilhena |                           |                                                               |

## Strzelcy
3 bramki
- Max Meyer

2 bramki
- Leon Goretzka

1 bramka
- Siebe Schrijvers
- Pieter Gerkens
- Tuur Dierckx
- Mohamed Chemlal
- Anthony Martial
- Thomas Lemar
- Chiaber Chechelashvili
- Dato Dartsimelia
- Rai Vloet
- Jeroen Lumu
- Nathan Aké
- Jorrit Hendrix
- Thom Haye
- Elton Acolatse
- Gunnlaugur Birgisson
- Hjörtur Hermannsson
- Marc Stendera
- Max Dittgen
- Mariusz Stępiński
- Vincent Rabiega
- Luka Zahovič
- Bian Paul Šauperl
- Petar Stojanovič